# Lustration
Lustration (lateinisch, zu lustrare „hell machen“, „reinigen“) bezeichnet die Entfernung von politisch belasteten Mitarbeitern aus dem (v. a. öffentlichen) Dienst.

## Wortherkunft
Die Lustration war in der römischen Religion die Bezeichnung der feierlichen Reinigungen und Sühnungen, die einen wichtigen Teil des römischen Kultus ausmachten, aber auch sonst bei verunreinigenden Anlässen, wie Blutvergießen, Wochenbett, Berührung eines Toten etc., nötig waren. Archäologen bezeichnen mit Lustration auch Riten anderer Kulturen und die zugehörigen Einrichtungen, wenn sie vergleichbaren Zwecken dienen. In der minoischen Kultur der Bronzezeit auf der Insel Kreta sind Lustrationsbecken bekannt.

## Anwendung in der Gegenwart
Heutzutage wird der Begriff sinngemäß auf die Entfernung von politisch belasteten Mitarbeitern aus dem öffentlichen Dienst angewandt. Die Überprüfung und darauf folgende Amtsenthebung von Mitarbeitern des ehemaligen Ministeriums für Staatssicherheit der DDR wird als Lustrationsprozess bezeichnet – der Arbeitsplatz wird von politisch vorbelasteten Mitarbeitern „gereinigt“. Siehe hierzu BStU und Stasi-Unterlagen-Gesetz (Lustrationsgesetz).
Die von 2012 bis 2016 durchgeführte Studie einer unabhängigen Wissenschaftlichen Kommission zur Aufarbeitung der NS-Vergangenheit des deutschen Bundesministeriums der Justiz ergab, dass an den Gerichten und in den Staatsanwaltschaften in der Nachkriegszeit und in den ersten Jahren der Bundesrepublik Deutschland sehr viele NS-belastete Juristen beschäftigt waren, die sich gegenseitig beschützten. Sie widersetzten sich hartnäckig, hinhaltend und meist erfolgreich den Anläufen zu einer Entnazifizierung des westdeutschen Justizsystems.
Auch in den früheren Ländern unter sowjetischem Einfluss, z. B. in Tschechien, der Slowakei, Polen, Ungarn oder den baltischen Staaten kam es in den frühen 1990er Jahren zu einer Überprüfung der Staatsdiener sowie anderer Personen des öffentlichen Lebens anhand geheimdienstlicher Archive auf eventuelle Zusammenarbeit mit kommunistischen Sicherheits- und Geheimdiensten.
Auch die Entbaathifizierung im Irak nach dem Sturz Husseins und das „Politische Isolationsgesetz“ in Libyen nach dem Sturz Gaddafis werden als Lustration betrachtet.
Im Jahr 2014 unterzeichnete der ukrainische Präsident Petro Poroschenko ein Gesetz „Über die Säuberung des Regierungsapparates“, das auch Lustrationsgesetz genannt wird. Damit sollten Staatsbedienstete, die unter Ex-Präsident Wiktor Janukowytsch Ämter innehatten, sanktioniert bzw. entlassen werden. Der im Mai 2019 zum ukrainischen Präsidenten gewählte Wolodymyr Selenskyj stellte im Sommer 2019 die Forderung, das Lustrationsgesetz auszuweiten und alle hochrangigen Beamten, die unter Poroschenko an der Macht waren, aus öffentlichen Ämtern zu entfernen.